# Блитвеница
Блитвеница је мало ненасељено острво у хрватском делу Јадранског мора у Шибенској акваторији.
Острво се налази 6 км југозападно од острва Жирје и око 9 км југоисточно од остврва Курбе Веле. Површина острва износи 0,018 км². Дужина обалске линије је 0,57 км. Највиши врх на острву је висок 21 метар.
На јужној обали острва налази се светионик.